# Se, milde Gud, i nåd
Se, milde Gud, i nåd är en kristen psalm. Texten är skriven av Samuel Ödmann.

## Publicerad i
- 1819 års psalmbok, som nummer 320 under rubriken "Med avseende på särskilda personer, tider och omständigheter: Lärare och åhörare: Vid en kyrkas invigande".
- Den svenska psalmboken 1937, som nummer 220 under rubriken "Invigning av kyrka och kyrkogård".